# 춘산에 눈 녹인 바람
《춘산에 눈 녹인 바람》은 고려 후기 문신인 우탁(禹倬)이 지은 시조이다. 시조의 형성기인 고려 말부터 부흥기인 조선 시대에 이르는 대표 작품들 중 하나에 해당한다. 작가인 우탁이 과거 늙음을 명분으로 내세워 관직에서 물러나고 또 충숙왕의 재소환에도 응하지 않은 정치적 행보를 합리화하려는 의도로 시조 <훈 손에>를 창작했었는데 이 시조는 연로를 관직에 나가지 않는 명분이라고 천명했던 우탁이 다시 관직에 나가고자 결심했던 시기에 사회적으로 소통하는 차원에서 창작되었다.
춘산(春山)에 눈 녹인 바람 건듯 불고 간 듸 업다.
져근 덧 비러다가 마리 우희 불니고져
귀 밋테 해묵은 셔리를 녹여 볼가 하노라.
초장에서는 따사로운 봄날 산에 남아 있는 눈을 녹이는 바람을 형상화했다.중장에서도 초장의 바람이 다시 등장하여 머리 위에다 불게 한다는 설정이다. 그 이유는 종장에 와서야 밝혀지는데, 귀 밑에 해묵은 서리를 녹여보려는 의도에서다. 이 시조는 처음부터 끝까지 백반과 늙음을 전혀 인급하지 않는다. 독특한 발상과 은유로 늙음을 막고 오히려 청춘으로 회귀하려는 의도를 드러냈다. 늙음을 대하는 태도가 슬프거나 격렬하게 거부하지 않으며, 늙음에게 넌지시 농을 던지며 극복하려는 태도가 돋보인다. 

## 해석
봄 산에 쌓인 눈을 녹인 바람이 잠깐 불고 어디론지 간 곳 없다
잠시 동안 (그 바람을) 빌려다가 머리 위에 불게 하고 싶구나
귀 밑에 여러 해 묵은 서리[백발(白髮)]를 (다시 검은 머리가 되게) 녹여 볼까 하노라

## 시어 • 시구 해석
춘산(春山) : 봄 동산, '청춘'을 뜻함
건듯 : 문득, 잠깐
간 듸 : 간 곳
져근 덧 : 잠깐, 잠시 동안
마리 : 머리
불니고져 : 불게 하고 싶구나
밋테 : 밑에
해묵은 : 오래 된, 여러 해 묵은
서리 : '백발(白髮)'을 비유